# Karlskrönikan
Karlskrönikan är en svensk rimkrönika från unionstiden. Den var ett beställningsarbete av Karl Knutsson (Bonde) och anses därför i källkritisk mening vara propagandistisk. Den påbörjades under 1430-talet och färdigställdes omkring 1452, och omfattar tiden från 1390-talet fram till 1452.
Karlskrönikan utgör tillsammans med Erikskrönikan huvudarbetena den så kallade svenska rimkrönikesviten. Karlskrönikan är, med sina nära 10 000 versrader, dubbelt så omfattande. Karlskrönikan är, till skillnad från Erikskrönikan, bevarad i original. Det är originalmanuskriptet (Codex Holmensis D6) som är huvudbeviset för att Karlskrönikan är dikterad av Karl Knutsson. I manuskriptet har man kunnat identifiera flera handstilar som tillhörande i det kungliga kansliet verksamma skrivare, exempelvis Johan Fredebern.
Krönikan beskriver den politiska utvecklingen på det svenska området från och med  1389 då drottning Margareta hyllades av de svenska stormännen fram till 1452, då Karl Knutsson (Bonde) stod på höjden av sin karriär. Karlskrönikan, som tillkom som en agitationsskrift, var avsedda att påverka en bred allmänhet, borgare, bergsmän, bönder och marknadsfolk. Karl Knutsson framställs i fördelaktig dager för att legitimera dennes  politiska handlande. På order av Karl författades även en ny inledning till Erikskrönikan, och de två krönikorna sammankopplades genom den så kallade förbindelsedikten. Syftet med dessa redigeringar var att leda Karl Knutssons härstamning tillbaka till Erik den helige. Ett av Karlskrönikans huvudsyften var också att framställa Karl Knutsson som fullföljare av Engelbrekt Engelbrektssons politiska program. 
Den äldsta delen av Karlskrönikan består huvudsakligen av en omredigerad och tidigare skriven fristående krönika, Engelbrektskrönikan.
I Karlskrönikan beskrivs svart stork (Ciconia nigra) för första gången i Sverige.

## Utgivning
Karlskrönikan har utgivits 1818 av Eric Fant i Scriptores rerum svecicarum medii aevi I och 1866 av G.E. Klemming i Skrifter utgivna av svenska fornskriftsällskapet 17:2.